# Antoni Abraham

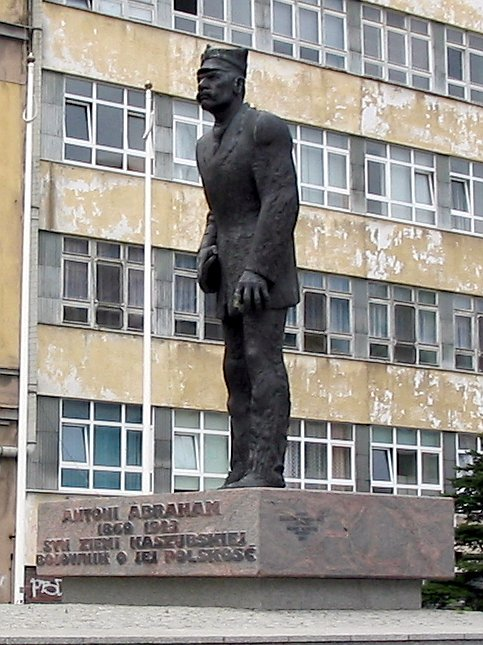
Pomnik Antoniego Abrahama w Gdyni

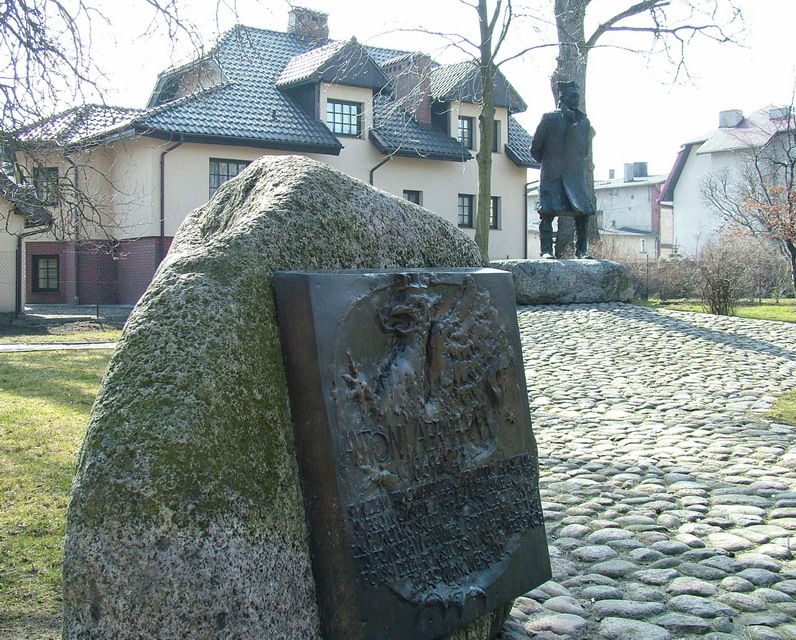
Pomnik Antoniego Abrahama w Pucku

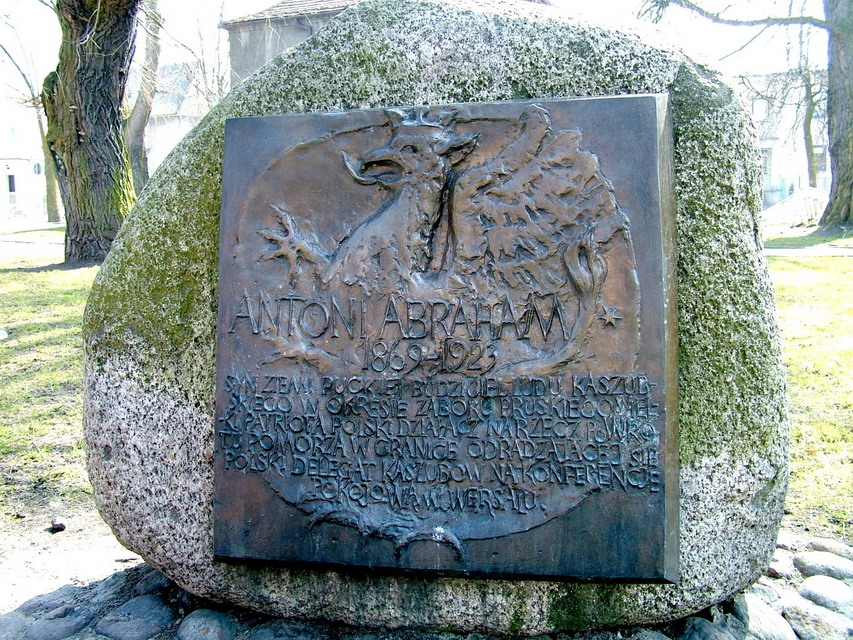
Kamień z inskrypcją – fragment pomnika Antoniego Abrahama w Pucku

Antoni Abraham (kaszub. Tóna Ôbram, ur. 19 grudnia 1869 w Zdradzie, zm. 23 czerwca 1923 w Gdyni) – kaszubski działacz społeczny nazywany „królem Kaszubów”, pisarz ludowy, propagator polskości Pomorza.

## Życiorys

### Młodość
Antoni Abraham urodził się 19 grudnia 1869 roku w osadzie Zdrada k. Mechowa, w biednej rodzinie Jana Abrahama, bezrolnego komornika, i Franciszki z domu Czapówny. Uczęszczał do pruskiej szkoły powszechnej w Mechowie i Leśniewie. Świadomość narodowo-religijną Abrahama kształtował m.in. ks. Teofil Bączkowski (1838–1924), proboszcz mechowskiej parafii. Od wczesnej młodości regularnie brał udział w pielgrzymkach na Kalwarię Wejherowską. W wieku 16 lat stracił ojca i rozpoczął wędrówkę po Kaszubach, najmując się do dorywczych prac w gospodarstwach rolnych, leśnych, rybnych i przemysłowych, przez pewien czas był komiwojażerem maszyn do szycia firmy Singera.

### Rodzina
Około 1889 r. A. Abraham mieszkał w Pryśniewie i w 1889 r. ożenił się z Matyldą Paszke (1860–1924) z Pryśniewa. Mieli dwóch synów i trzy córki, z których jedna zmarła młodo. Synowie A. Abrahama uważali się jednak za Niemców; obaj zmarli w wyniku ran odniesionych podczas I wojny światowej, w której walczyli jako pruscy żołnierze.
Abrahamowie początkowo mieszkali w Orlu, a następnie w okolicach Sopotu. Antoni Abraham pracował jako tragarz i woźnica, m.in. w browarze „Bergschlösschen Brauerei Zoppot” (Browar Zameczek Górski), w którym rozwoził piwo (1902–1903). Dorabiał też jako rzemieślnik. Kupił działkę i wybudował piętrowy dom przy Elisabethstrasse 15 (ob. ul. Karlikowska), w którym mieszkał w latach 1903–1908. W 1976 r. w tym miejscu wybudowano 11-piętrowy dom mieszkalny spółdzielni „Kolejarz”.

### Wędrówki po Kaszubach
W 1908 r., gdy mieszkał w Sopocie, podpisał weksel zabezpieczający długi znajomego Niemca. Gdy ten nie spłacił zobowiązań, przeszły one na Abrahama, co doprowadziło go do ruiny finansowej. Abraham stracił swój sopocki majątek, a zaistniałe zdarzenie stało się prawdopodobnie pierwszą przyczyną jego niechęci do Niemców (nie istnieją ślady działalności agitatorskiej Abrahama przed tym okresem). Od tego okresu, nie mając już nic do stracenia, stał się waleczny, zadziorny i bezkompromisowy. W 1909 przeprowadził się do gdańskiej Oliwy. Zatrudnił się w firmie Singer u. Neidlinger, produkującej maszyny do szycia i rowery. Jako jej komiwojażer wędrował po całych Kaszubach, agitując za polskością i kolportując „Gazetę Gdańską”, do której wysyłał korespondencje. Organizował wiece ludowe, najczęściej przed kościołami po zakończeniu mszy świętej. Był z reguły jedynym mówcą. Atakował porządek pruski, zachęcał do czytania „Gazety Gdańskiej” (powtarzał: Elementarz, książka, gazeta – to polskiego domu zaleta), w której umieszczał korespondencje z podróży, krytykujące Kaszubów za ich bierną postawę w toczącej się walce o byt i świadomość narodową. Był szykanowany przez władze pruskie, karany aresztem i grzywnami. M.in. w 1911 r. w Żarnowcu stawił czynny opór żandarmom i rozerwał kajdany, którymi go skuli, za co na 6 tygodni trafił do więzienia w Gdańsku.
Już od 1894 r. Antoni Abraham brał udział w polskim życiu społeczno-kulturalnym Gdańska i okolic. W sierpniu 1910 r. założył wraz z innymi działaczami Towarzystwo Ludowe „Jedność” w Pucku, a potem prawdopodobnie również w Kielnie, Wejherowie, Redzie, Chyloni, Gdyni i Kościerzynie. W latach 1911–1913 przewodniczył takiemu towarzystwu w Redzie.

### Lata I wojny światowej
W 1916 r. został wcielony do wojska niemieckiego jako artylerzysta i walczył na froncie francuskim. Został lekko ranny i po dłuższym pobycie w szpitalu zwolniono go w 1918 r. do domu. Wznowił swą działalność i agitował za przyłączeniem Kaszub do Polski. Zakładał Rady Ludowe, m.in. w Oliwie. W końcu 1918 r. został zastępcą członka Podkomisariatu Naczelnej Rady Ludowej na Prusy Królewskie, Warmię i Mazury. Razem z Tomaszem Rogalą z Kościerzyny był delegatem na konferencję pokojową w Paryżu. W kwietniu 1919 r. przedarli się obaj przez kordon graniczny i dotarli do Warszawy, skąd wyjechali pociągiem przez Wiedeń i Bazyleę do Francji, by tam – podczas konferencji pokojowej – żądać przyłączenia Kaszub do Polski (Nie ma Kaszub bez Polonii, a bez Kaszub Polski), o czym ostatecznie rozstrzygnął podpisany 28 czerwca 1919 traktat wersalski. Wokół tego wyjazdu narosło wiele mitów, legend i anegdot, częściowo autorstwa samego Abrahama (wg jednego z mitów Abraham w trakcie rozmowy z Lloydem George’em miał uderzyć pięścią w stół żądając przyłączenia Kaszub do Polski).

### W wolnej Polsce
Na początku maja 1919 r. Abraham wrócił do kraju z wojskiem gen. Józefa Hallera, a potem przedostał się na Pomorze. Był poszukiwany przez pruską policję, wznowił jednak działalność publiczną. Zatrudnił się w Banku Związku Spółek Zarobkowych w Gdańsku. Został też członkiem Rady Gminnej w Oliwie. 10 lutego 1920 r. wziął udział w powitaniu wojska polskiego w Wejherowie, a następnie najprawdopodobniej uczestniczył w Zaślubinach Polski z Morzem w Pucku, według popularnej legendy oficjalnie witając gen. Hallera i częstując go tabaką. Szybko rozczarował się jednak nową rzeczywistością, w której Kaszubów zepchnięto na dalszy plan.
Opuścił Oliwę, którą włączono do Wolnego Miasta Gdańska. Był przeciwny propagandzie i sabotażowi niemieckiemu, agitował także za udziałem w wojnie polsko-bolszewickiej. W sierpniu 1920 r. wraz z rodziną zamieszkał na pięterku domu przy ul. Starowiejskiej 30 w Gdyni, gdzie został też członkiem Rady Gminnej. Zatrudnił się jednak w wędzarni ryb w Pucku, której był kierownikiem. Żył skromnie, niemal w nędzy, rozczarowany nową rzeczywistością, i poważnie chorował. Wstąpił do Zjednoczenia Zawodowego Polskiego.
Był rzecznikiem budowy portu morskiego w Gdyni i jej rozwoju. Miał okazję spotykać się ze Stefanem Żeromskim i omawiać problemy społeczne, które nękały Pomorze. Zdobył rozgłos poza Pomorzem. 2 maja 1922 r. został odznaczony Krzyżem Kawalerskim Orderu Odrodzenia Polski „za zasługi położone dla Rzeczypospolitej Polskiej na polu pracy obywatelskiej". Latem 1922 r. Antoni Abraham po raz ostatni uczestniczył w pielgrzymce z Oliwy do Wejherowa. Wziął też udział w wycieczce Kaszubów m.in. do Warszawy, Krakowa i Częstochowy. 29 kwietnia 1923 r. wraz z gdyńskim wójtem Janem Radtkem witał najwyższe władze Polski: prezydenta Stanisława Wojciechowskiego, premiera Władysława Sikorskiego, prymasa Polski kardynała Edmunda Dalbora, marszałka Senatu Wojciecha Trąmpczyńskiego, marszałka Sejmu Macieja Rataja i ministra wojny gen. Kazimierza Sosnkowskiego, którzy przyjechali na uroczyste oddanie do użytku Tymczasowego Portu Wojennego i Schroniska dla Rybaków w Gdyni.

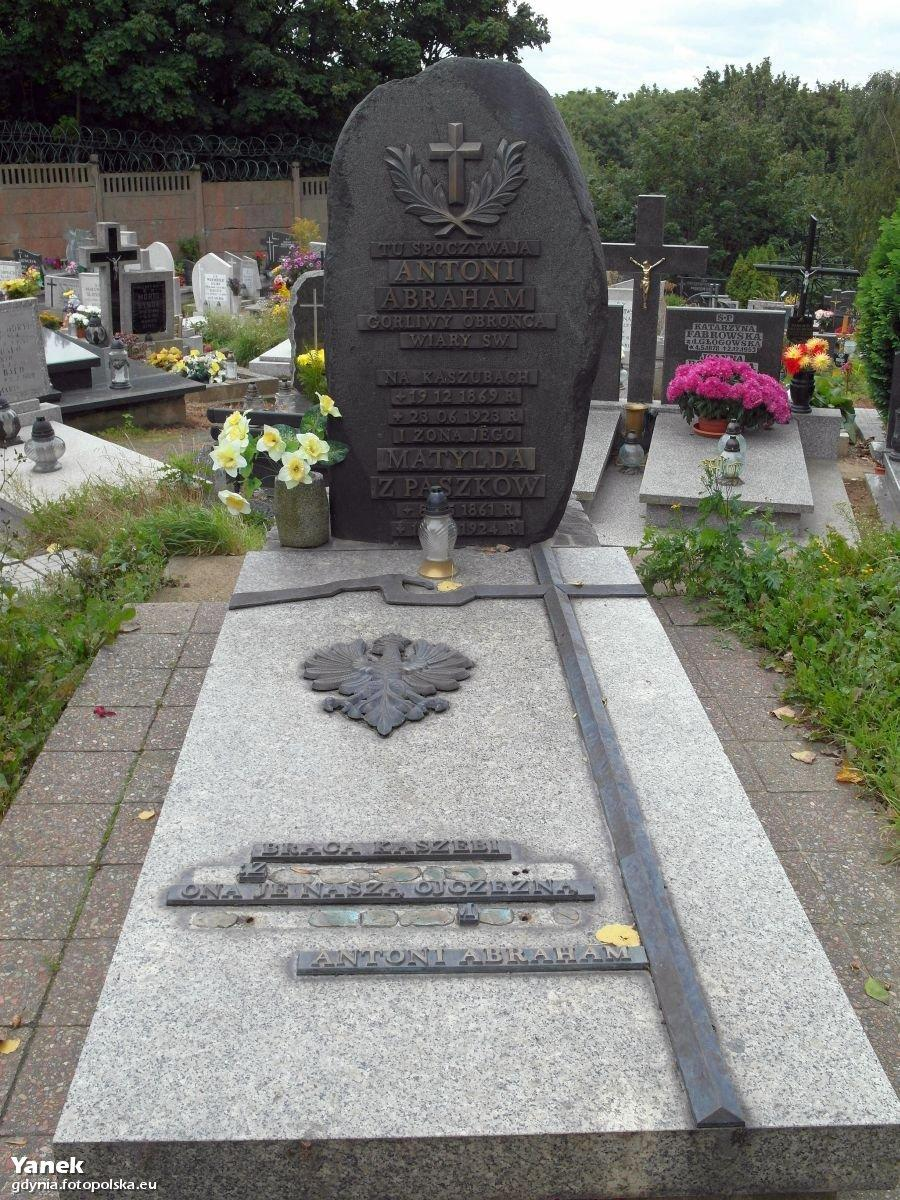
Grób Antoniego Abrahama na cmentarzu oksywskim

W czasie wizyty prezydenta w Gdyni, Abraham poważnie zaniemógł. Chory na raka żołądka, ostatnie tygodnie życia spędził w Gdyni w domu, zwanym odtąd Domkiem Abrahama. Otrzymał zapomogę pieniężną od prezydenta Wojciechowskiego. Zmarł w sobotę 23 czerwca 1923 r. Został uroczyście pochowany 27 czerwca 1923 r. na cmentarzu oksywskim, odprowadzany na miejsce wiecznego spoczynku przez ogromne rzesze ludzi z całego kraju, przy wtórze gwizdów parowozów i buczenia syren statków. Na jego grobie położono 1,5-tonowy głaz. W 1970 r. w jego domu otwarto Dział historyczny Muzeum Miasta Gdyni.

## Działalność literacka
Antoni Abraham był samoukiem, reprezentantem literatury ludowej poświęconej zagadnieniom regionalnym. Pisał często pod pseudonimami „Antek znad Bałtyku”, „Antek spod kartuskich gór”, „Antek z pod pomnika starego Fryca”, „Antek z dużym rożkiem” i podobnymi. Pozostawił po sobie przede wszystkim felietony i korespondencje, które w latach 1904–1914 ukazywały się pod tymi pseudonimami w „Gazecie Gdańskiej”. Były one pisane językiem prostym, obrazowym, nawiązywały do miejscowych podań, legend i anegdot Kaszubów.

## Pokłosie

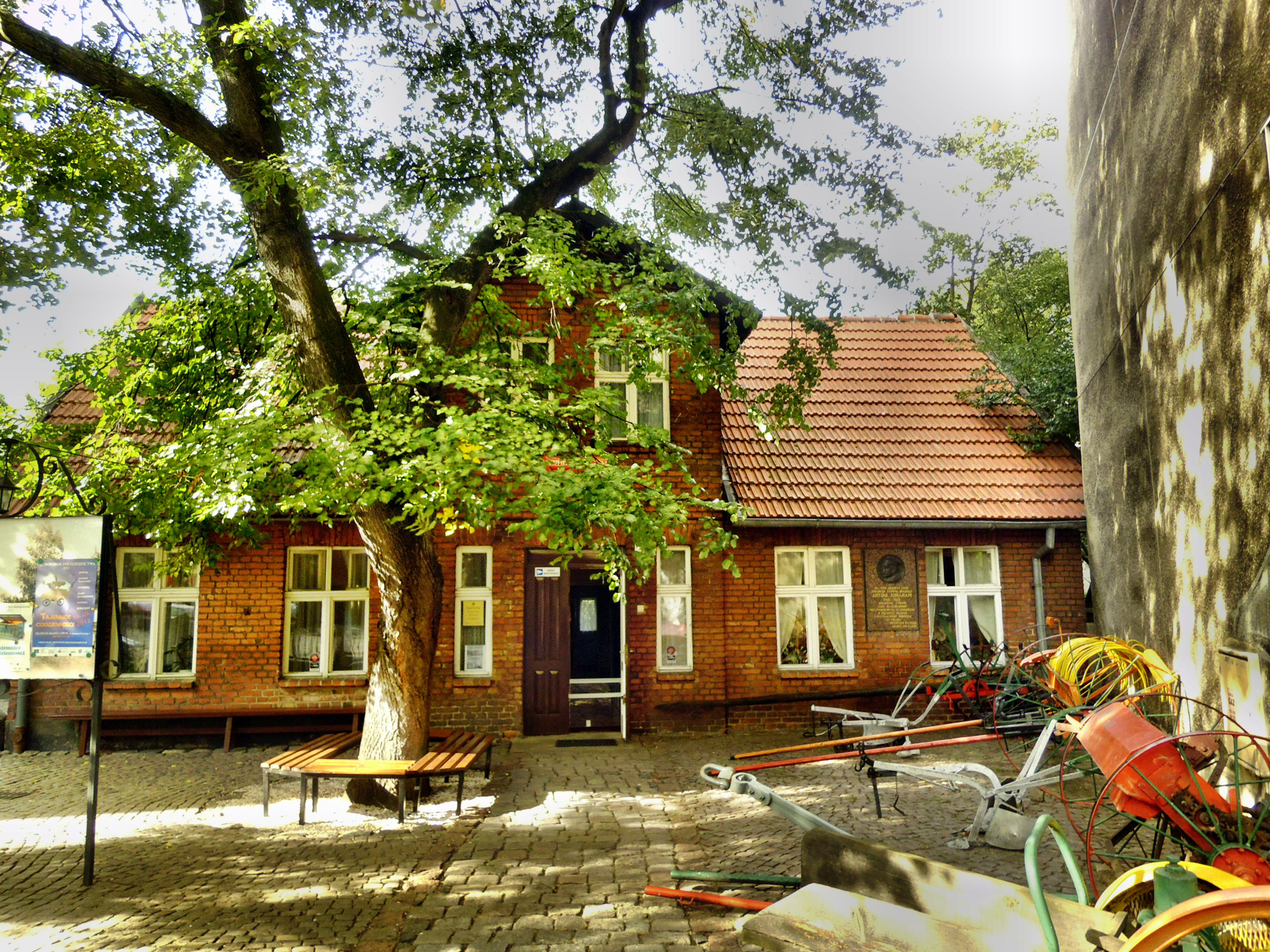
Domek Abrahama

Po Antonim Abrahamie pozostało niewiele dokumentów i pamiątek, ale pamięć o nim trwa od lat przedwojennych do dziś. W 1930 r. planowano w Gdyni postawienie mu pomnika. 28 czerwca 1936 r. wmurowano na Domku Abrahama tablicę pamiątkową z medalionową podobizną Abrahama. Równocześnie ukazała się jego pierwsza biografia, którą napisał Władysław Pniewski. Po wojnie imię A. Abrahama otrzymały liczne ulice, instytucje publiczne i szkoły, m.in. w Gdyni Obłużu czy w Połczynie. Setną rocznicę jego urodzin uczczono pamiątkowym datownikiem pocztowym oraz publikacją kolejnego szkicu do biografii, który wkrótce wznowiono. Jego autor Tadeusz Bolduan przygotował też obszerniejszą biografię A. Abrahama, którą w dużym nakładzie (8 tys. egz.) wydano w 1989 r.
W 1985 r. jego podobizna „króla Kaszubów” znalazła się na medalu wybitym przez Zrzeszenie Kaszubsko-Pomorskie z okazji 65. rocznicy zaślubin Polski z morzem. 1 września 1987 r. odsłonięto jego pomnik w Pucku przy ul. 1 Maja. Kolejny stanął 23 czerwca 2001 r. na Placu Kaszubskim w centrum Gdyni. Od 1994 r. gdyński oddział Zrzeszenia Kaszubsko-Pomorskiego przyznaje w ten dzień Srebrne Tabakiery Abrahama – medale za zasługi dla Kaszub. Ulice Abrahama są w większości miast, miasteczek i wsi na Kaszubach.